# Microchlora
Microchlora is een geslacht van vlinders van de familie snuitmotten (Pyralidae), uit de onderfamilie Galleriinae.

## Soorten
- M. bilinealla Hampson, 1917
- M. eariasella Hampson, 1901